# Балачешти (Горж)
Балачешти (рум. Bălăcești) насеље је у Румунији у округу Горж у општини Болбоши. Oпштина се налази на надморској висини од 180 m.

## Становништво
Према подацима из 2002. године у насељу је живело 690 становника, од којих су сви румунске националности.